# Seznam senatorjev pete italijanske legislature
Seznam senatorjev 5. legislatura Republike Italije je urejen po priimkih senatorjev.

## A
- Dolores Abbiati Greco Casotti
- Angelo Abenante
- Achille Accili
- Gelasio Adamoli
- Teodosio Aimoni
- Domenico Albanese
- Gian Mario Albani
- Adelio Albarello
- Francesco Albertini
- Pio Alessandrini
- Luigi Silvestro Anderlini
- Oscar Andò
- Cesare Angelini
- Franco Antonicelli
- Silvio Antonini
- Domenico Arcudi
- Francesco Arena
- Gaetano Arfé
- Emilio Maria Giuseppe Argiroffi
- Luigi Arnone
- Gioacchino Attaguile
- Tommaso Avezzano Comes

## B
- Giuseppe Balbo
- Mario Baldini
- Elio Ballesi
- Arialdo Banfi
- Francescantonio Bardi
- Pier Francesco Bargellini
- Vincenzo Barra
- Giuseppe Bartolomei
- Emilio Battista
- Vincenzo Bellisario
- Giuseppe Belotti
- Lucio Benaglia
- Tullio Benedetti
- Arnaldo Bera
- Giorgio Bergamasco
- Paolo Berlanda
- Alessandro Bermani
- Marzio Bernardinetti
- Amato Berthet
- Ermenegildo Bertola
- Giovanni Bertoli
- Flavio Luigi Bertone
- Giuseppe Maria Bettiol
- Francantonio Biaggi
- Fausto Bisantis
- Guido Bisori
- Luigi Bloise
- Giorgio Bo
- Giovanni Boano
- Antonio Bolettieri
- Antonio Bonadies
- Umberto Bonaldi
- Emilio Bonatti
- Delio Bonazzi
- Luigi Borsari
- Giacinto Bosco
- Giacomo Bosso
- Giorgio Braccesi
- Giovanni Brambilla
- Giacomo Brodolini
- Peter Brugger
- Danilo Bruni
- Giuseppe Brusasca
- Paolo Bufalini
- Luigi Burtulo
- Luigi Buzio

## C
- Osvaldo Cagnasso
- Franco Calamandrei
- Piero Caleffi
- Martino Caroli
- Giuseppe Caron
- Luigi Carraro
- Sebastiano Carucci
- Cataldo Cassano
- Giovanni Cassarino
- Gennaro Cassiani
- Antonio Castellaccio
- Oreste Catalano
- Edoardo Catellani
- Carlo Cavalli
- Paolo Cavezzali
- Giovanni Celasco
- Michele Celidonio
- Onorio Cengarle
- Giuseppe Cerami
- Carlo Cerri
- Alfonso Chiariello
- Gerardo Chiaromonte
- Michele Cifarelli
- Maria Lisa Cinciari Rodano
- Alberto Cipellini
- Nicolò Cipolla
- Tristano Codignola
- Pietro Colella
- Aurelio Colleoni
- Arturo Raffaello Colombi
- Angelo Compagnoni
- Dionigi Coppo
- Mattia Coppola
- Ludovico Corrao
- Alfredo Corrias
- Efisio Corrias
- Ugo Croatto
- Araldo Crollalanza
- Emilio Cuccu
- Heros Cuzari

## D
- Maria Pia Dal Canton
- Luciano Dal Falco
- Luigi Dalvit
- Ugo D'Andrea
- Francesco Paolo D'Angelosante
- Gastone Darè
- Pietro De Dominicis
- Nicola De Falco
- Umberto De Leoni
- Umberto Delle Fave
- Alberto Del Nero
- Franco Del Pace
- Angelo De Luca
- Augusto De Marsanich
- Fernando De Marzi
- Salvatore De Matteis
- Francesco Deriu
- Salverino De Vito
- Fabiano De Zan
- Giovanni Di Benedetto
- Alfio Di Grazia
- Carmelo Dinaro
- Dino Dindo
- Giuseppe Di Prisco
- Balda Di Vittorio
- Guglielmo Donati
- Mario Dosi

## F
- Fazio Fabbrini
- Mario Fabiani
- Eolo Fabretti
- Annibale Fada
- Franca Falcucci
- Amintore Fanfani
- Furio Farabegoli
- Ariella Farneti
- Giorgio Fenoaltea
- Carlo Fermariello
- Francesco Ferrari
- Giacomo Ferrari
- Mario Ferri
- Luigi Ferroni
- Cristoforo Filetti
- Andrea Filippa
- Mario Finizzi
- Gaetano Fiorentino
- Arcangelo Florena
- Mario Follieri
- Renzo Forma
- Salvatore Formica
- Paolo Fortunati
- Francesco Fossa
- Enea Franza
- Torquato Fusi

## G
- Carlo Galante Garrone
- Walter Garavelli
- Elena Gatti Caporaso
- Eugenio Gatto
- Simone Gatto
- Silvio Gava
- Giacinto Genco
- Stefano Germanò
- Giovanni Battista Gianquinto
- Camillo Giardina
- Giovanni Giraudo
- Luigi Grimaldi
- Giovanni Gronchi
- Michele Guanti

## I
- Raffaele Iannuzzi
- Gaetano Illuminati
- Vincenzo Indelli

## J
- Francesco Jannelli
- Onofrio Jannuzzi

## L
- Girolamo La Penna
- Giuseppe La Rosa
- Domenico Latanza
- Achille Lauro
- Giovanni Leone
- Carlo Levi
- Girolamo Li Causi
- Dino Limoni
- Emanuele Lisi
- Mario Li Vigni
- Barbaro Lo Giudice
- Giovanni Lombardi
- Pietro Lombari
- Orlando Lucchi
- Francesco Lugnano
- Nello Lusoli

## M
- Domenico Macaggi
- Antonino Maccarrone
- Pietro Maccarrone
- Italo Maderchi
- Michele Magno
- Giulio Maier
- Mario Mammucari
- Gaetano Mancini
- Attilio Manenti
- Salvatore Mannironi
- Giovanni Marcora
- Gianfranco Maris
- Mario Martinelli
- Sergio Marullo Di Condojanni
- Angelo Custode Masciale
- Perpetuo Bruno Massobrio
- Antonio Mazzarolli
- Giacomo Samuele Mazzoli
- Giuseppe Medici
- Alessandro Menchinelli
- Aristide Merloni
- Cesare Merzagora
- Angiola Minella Molinari
- Giacinto Minnocci
- Eugenio Montale
- Gustavo Montini
- Giorgio Morandi
- Francesco Moranino
- Alessandro Morino
- Tommaso Morlino
- Filippo Murdaca
- Antonino Murmura

## N
- Vittorio Naldini
- Gastone Nencioni
- Pietro Nenni
- Alessandro Niccoli
- Luigi Noè

## O
- Giorgio Oliva
- Luigi Orlandi
- Giulio Orlando
- Adriano Ossicini

## P
- Pietro Pala
- Vasco Palazzeschi
- Vincenzo Palumbo
- Gaspare Papa
- Ferruccio Parri
- Aldo Pauselli
- Antonio Pecoraro
- Emilio Pegoraro
- Guglielmo Pelizzo
- Giuseppe Pella
- Antonio Pellicanò
- Mauro Pennacchio
- Edoardo Romano Perna
- Francesco Perri
- Vitantonio Perrino
- Ignazio Petrone
- Bonaventura Picardi
- Luigi Picardo
- Attilio Piccioni
- Salvatore Piccolo
- Giovanni Pieraccini
- Biagio Pinto
- Giorgio Piero Piovano
- Luigi Pirastu
- Ismer Piva
- Pasquale Poerio
- Vittorio Pozzar
- Augusto Premoli
- Costantino Preziosi

## R
- Vito Raia
- Francesco Renda
- Cristoforo Ricci
- Giuseppe Righetti
- Camillo Ripamonti
- Arturo Robba
- Tullia Romagnoli Carettoni
- Riccardo Romano
- Vito Rosa
- Raffaele Rossi
- Manlio Rossi Doria
- Cesare Rotta
- Ada Valeria Ruhl Bonazzola
- Meuccio Ruini
- Luigi Russo

## S
- Giuseppe Salari
- Remo Salati
- Agide Samaritani
- Remo Sammartino
- Natale Santero
- Giuseppe Saragat
- Decio Scardaccione
- Sergio Scarpa
- Mario Scelba
- Domenico Schiavone
- Dante Schietroma
- Alfredo Scipioni
- Mauro Scoccimarro
- Pietro Secchia
- Remo Segnana
- Antonio Segni
- Domenico Segreto
- Paolo Sema
- Ignazio Vincenzo Senese
- Ignazio Serra
- Nicola Signorello
- Francesco Smurra
- Francesco Soliano
- Girolamo Sotgiu
- Giovanni Spagnolli
- Tommaso Spasari
- Giuseppe Spataro
- Alberto Spigaroli
- Francesco Stefanelli

## T
- Alfonso Tanga
- Angelo Tansini
- Fernando Tanucci Nannini
- Franco Tedeschi
- Giglia Tedesco Tatò
- Umberto Terracini
- Alfonso Tesauro
- Tiziano Tessitori
- Romolo Tiberi
- Giuseppe Togni
- Giusto Tolloy
- Angelo Tomassini
- Evio Tomasucci
- Carlo Torelli
- Giuseppe Tortora
- Giuseppe Trabucchi
- Renato Treu
- Luigi Tropeano
- Francesco Turchi

## V
- Dario Valori
- Athos Valsecchi
- Pasquale Valsecchi
- Franco Varaldo
- Mario Venanzi
- Giovanni Venturi
- Lino Venturi
- Enzo Veronesi
- Vito Vincenzo Verrastro
- Graziano Verzotto
- Italo Viglianesi
- Mario Vignola
- Giuseppe Vignolo
- Friedrich Volgger

## Z
- Raoul Zaccari
- Attilio Zannier
- Gino Zannini
- Ennio Zelioli Lanzini
- Leonello Zenti
- Giovanni Zonca
- Michele Zuccalà
- Faustino Zugno